# Estación del Pla de Vilanoveta
Pla de Vilanoveta es una estación de ferrocarril situada en el municipio español de Lérida y dedicada exclusivamente al tráfico de mercancías. Pertenece a la red de Adif y cumple funciones logísticas, disponiendo de una amplia playa de vías para las labores de clasificación. Dentro del recinto también se encuentran unos talleres ferroviarios gestionados por la ARMF y encargados de la reconstrucción de material histórico ferroviario.

## Situación ferroviaria
La estación forma parte de la línea férrea de ancho ibérico Lérida-Hospitalet, situada en el punto kilométrico 185,9. En las cercanías se encuentra la bifurcación de un ramal a través del cual se enlaza con la línea Lérida-Puebla de Segur.

## Historia
A comienzos de la década de 1920 desde los ámbitos oficiales se planteó la construcción de una línea férrea de carácter transpirenaico que uniera Lérida y Francia. Esta idea acabaría siendo recogida por el proyectado ferrocarril Baeza-Saint Girons, un trazado de carácter transversal que debía enlazar Andalucía con Francia a través de Albacete, Utiel, Teruel y Lérida. En previsión de su hipotética construcción, entre 1923 y 1924 la Compañía de los Caminos de Hierro del Norte levantó una estación en el Pla de Vilanoveta para que sirviera como intercambiador entre el futuro ferrocarril y su línea Zaragoza-Barcelona.
Sin embargo, cuando en 1924 entró en servicio la línea Lérida-Balaguer, se acordó que los intercambios se realizaban en la estación central de Lérida. Debido a ello, Pla de Vilanoveta nunca fue utilizada para el fin con el que había sido construida y sus instalaciones acabarían siendo utilizadas eventualmente como oficinas administrativas y viviendas para los ferroviarios. A esto se sumaría años más tarde la cancelación del ferrocarril Baeza-Saint Girons, del cual solo se llegó a inaugurar la línea Lérida-Puebla de Segur.
Las instalaciones pasaron a manos de RENFE en 1941, tras la nacionalización de los ferrocarriles de ancho ibérico, y en 2005 lo haría a manos del ente Adif. En la actualidad el complejo ferroviario es utilizado como terminal logística de mercancías, albergando también unos talleres ferroviarios gestionados por la ARMF.
En 2022 Adif ejecutó la demolición del antiguo edificio de viajeros de la estación junto con otros edificios ferroviarios en desuso.